# Grönkindad parakit
Grönkindad parakit (Pyrrhura molinae) är en fågel i familjen västpapegojor inom ordningen papegojfåglar.

## Utseende
Grönkindad parakit är en långstjärtad parakit med brunt på hjässan och gröna kinder. Beroende på underart har den antingen vitt eller gult på bröstet och den rödbruna fläcken på buken är ofta begränsad i storlek.

## Utbredning och systematik
Grönkindad parakit delas in i fem underarter med följande utbredning:
- Pyrrhura molinae phoenicura – förekommer i nordöstra Bolivia och västra Brasilien (västra Mato Grosso)
- Pyrrhura molinae molinae – förekommer i högländerna i östra Bolivia
- Pyrrhura molinae restricta – förekommer i lågland i östra Bolivia (Palmarito)
- Pyrrhura molinae sordida – förekommer i östligaste Bolivia och sydvästra Brasilien (södra Mato Grosso)
- Pyrrhura molinae australis – förekommer från södra Bolivia (Tarija) till nordvästra Argentina

## Levnadssätt
Grönkindad parakit hittas i skogslandskap och galleriskog. Den ses vanligen födosökande eller flygande i ljudliga grupper.

## Status och hot
Arten har ett stort utbredningsområde, men tros minska i antal, dock inte tillräckligt kraftigt för att den ska betraktas som hotad. Internationella naturvårdsunionen IUCN listar arten som livskraftig (LC).

## Namn
Fågelns vetenskapliga artnamn hedrar Abate Juan Ignacio Molina (1740–1829), chilensk präst och naturforskare som utvisades ur Chile och bosatte sig i Bologna, Italien.

## Bildgalleri

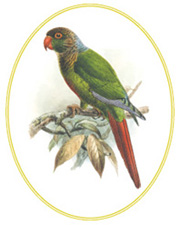
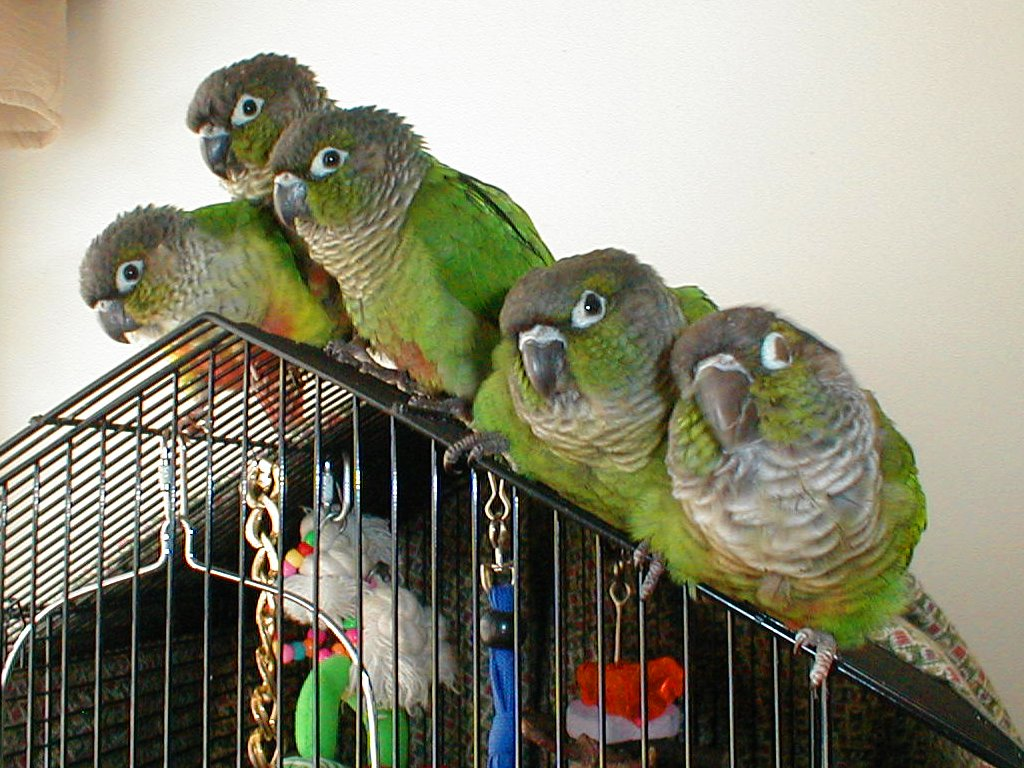
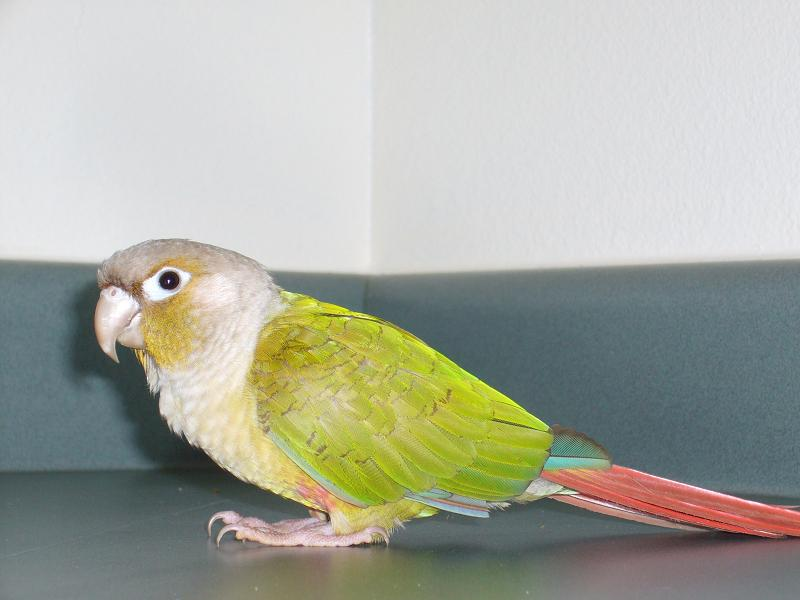
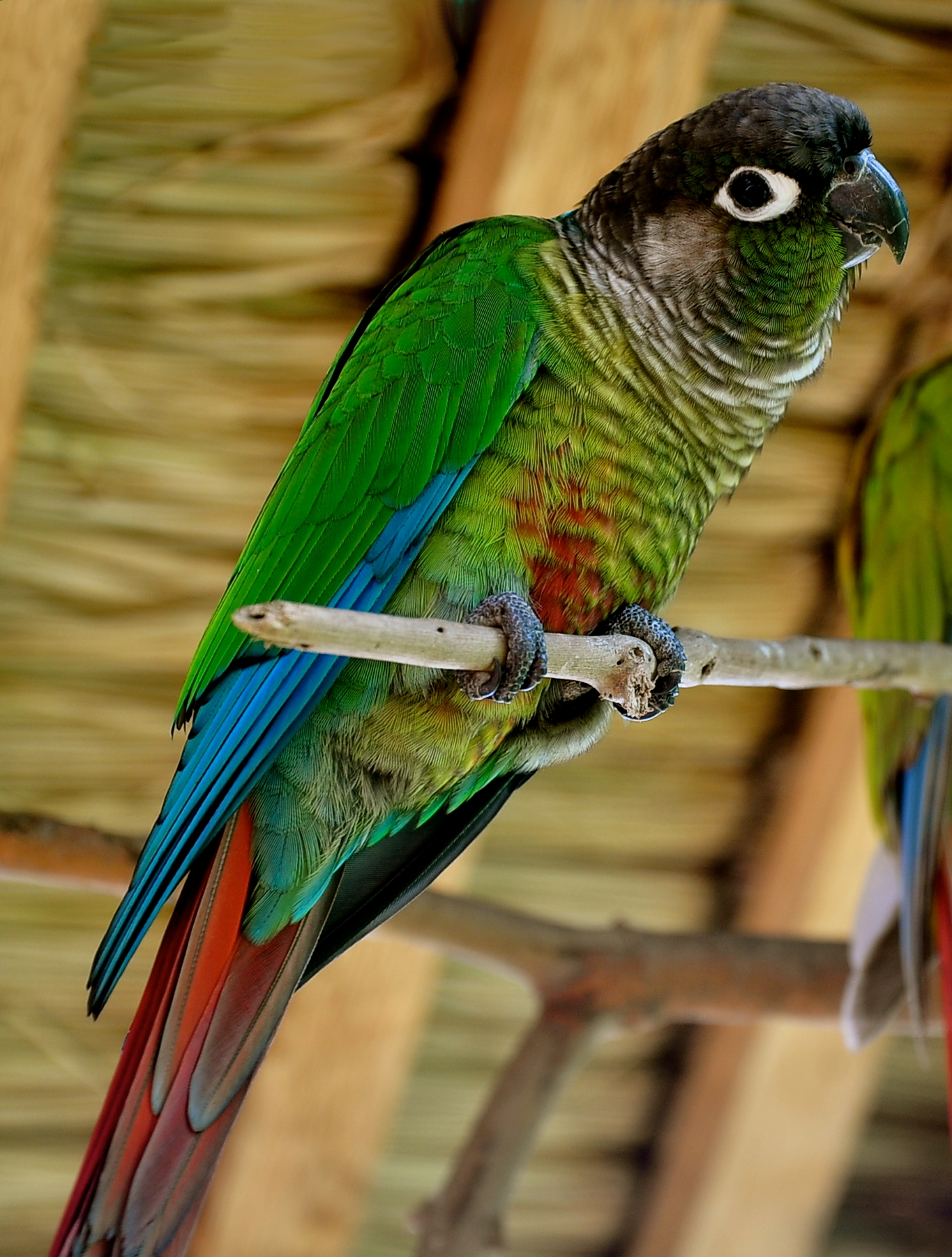
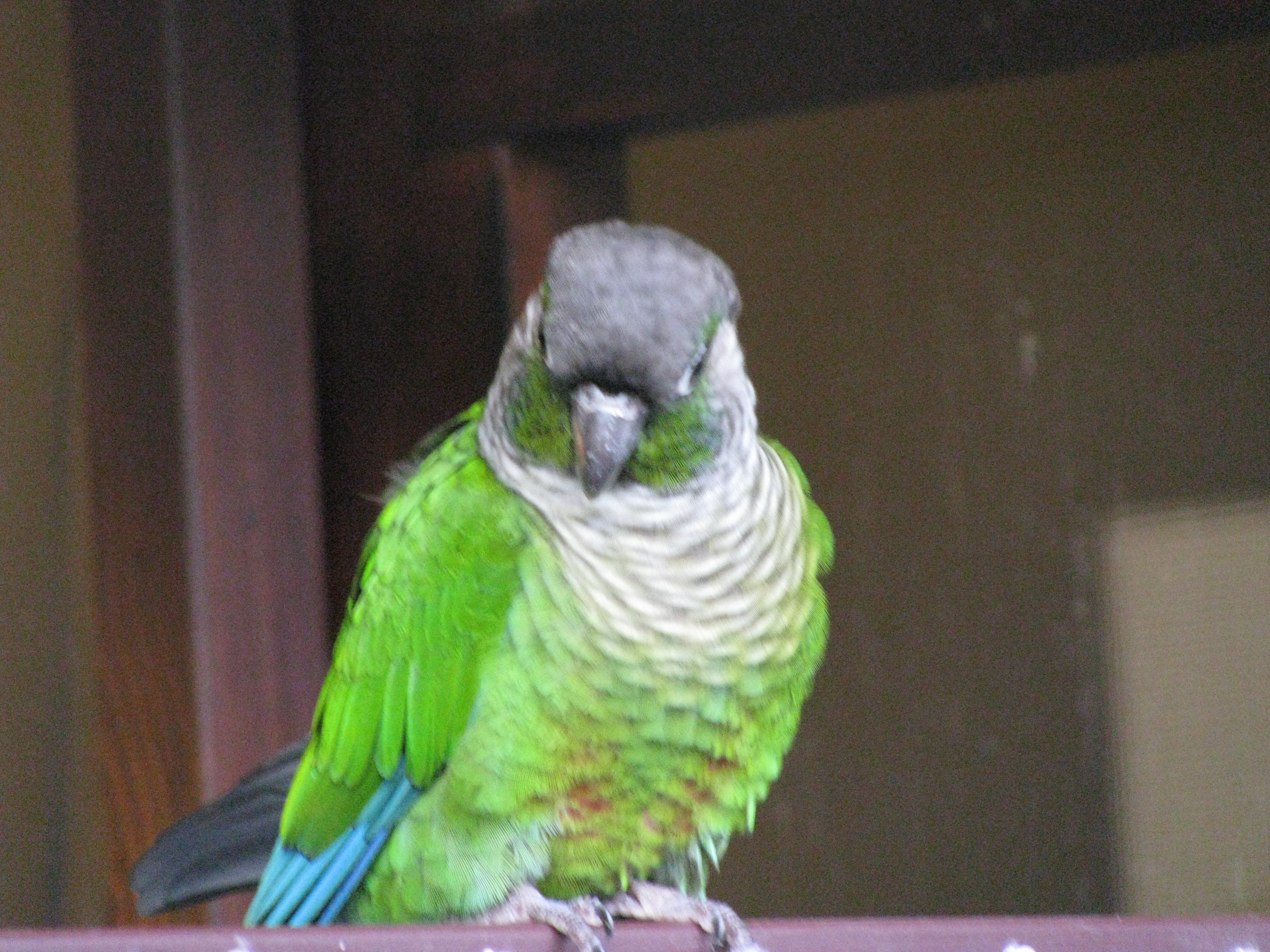
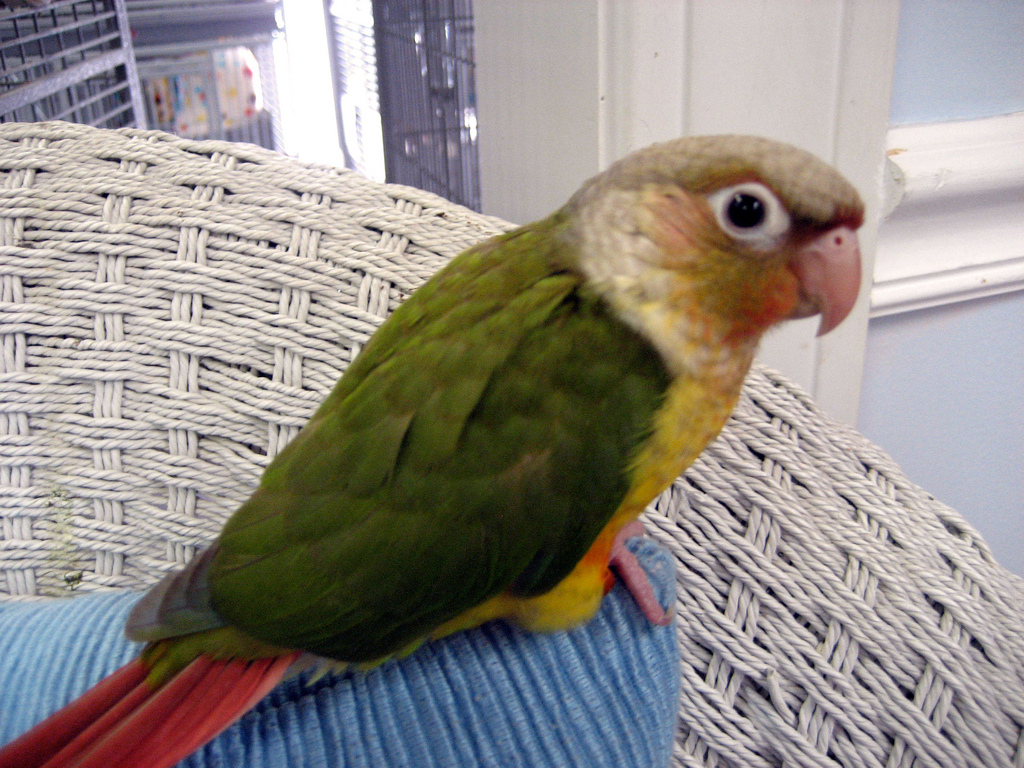
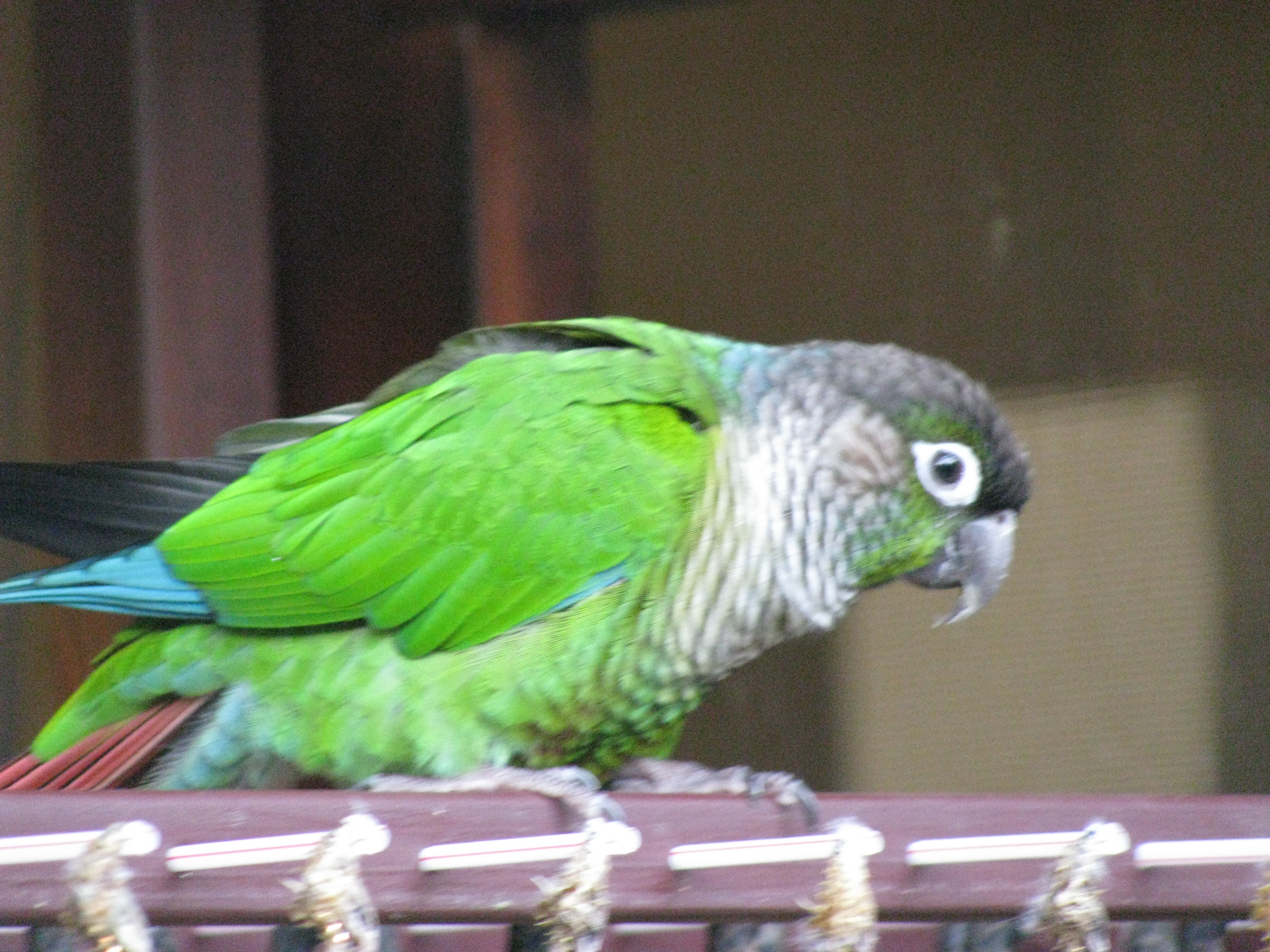